# Günter Mähl
Günter Mähl war ein deutscher Ingenieur und ehemaliger Politiker und Funktionär der DDR-Blockpartei National-Demokratische Partei Deutschlands (NDPD). 

## Leben
Günter Mähl absolvierte nach dem Schulbesuch eine Lehre zum Installateurmeister und wurde Ingenieur für Heizungs-, Lüftungs- und Sanitärtechnik. Als Diplom-Wirtschaftler wurde er Vorsitzender der PGH „Rohrtechnik“ in Berlin-Pankow.

## Politik
Er trat der nach dem Zweiten Weltkrieg in der Sowjetischen Besatzungszone neugegründeten NDPD bei. Bei den Wahlen zur Volkskammer war Mähl Kandidat der Nationalen Front der DDR. Von 1967 bis 1971 war er als Berliner Vertreter Mitglied der NDPD-Fraktion in der Volkskammer der DDR, anschließend bis 1986 als normales Fraktionsmitglied.

## Schriften
- Wie werden Baureparaturen durchgeführt? Erfahrungen der PGH „Rohrtechnik“, Berlin-Pankow, Nationale Front der DDR, 1972.